# La noche oscura
La noche oscura è un film del 1989 diretto da Carlos Saura che ne firma anche la sceneggiatura che si basa in parte su brani tratti da San Giovanni della Croce.